# 约斯泰因·斯托达尔
约斯泰因·斯托达尔（挪威語：Jostein Stordahl，1966年5月20日—），挪威男子轮椅冰壶、帆船运动员。他曾代表挪威参加1996年、2000年、2004年和2008年夏季残疾人奥林匹克运动会帆船比赛、2010年、2014年、2018年和2022年冬季残疾人奥林匹克运动会轮椅冰壶比赛，获得一枚银牌。